# يوري زهيلودكوف
يوري زهيلودكوف (بالروسية: Желудков, Юрий Владимирович)‏ (8 مارس 1959 في روسيا - ) هو مدرب كرة قدم ولاعب كرة قدم روسي في مركز الوسط. لعب مع زينيت سانت بطرسبرغ ومكابي نتانيا ونادي أوسترسوند ونادي دينامو سانت بطرسبرغ ‏ ونادي إوسترسوند ‏.

## وصلات خارجية
- يوري زهيلودكوف على موقع قاعدة بيانات كرة القدم.إي يو (الإنجليزية)
- يوري زهيلودكوف على موقع عالم كرة القدم.نت (الإنجليزية)